# Сушенка
Сушенка — река в России, протекает в Московской области. Согласно водному реестру, является левым притоком реки Нерской, однако на топографических картах обозначается как приток Нытынки.
Берёт начало у деревни Новосёлово. Течёт на юг, пересекает пути Рязанского направления МЖД и впадает в Нерскую севернее Воскресенска. Устье реки находится в 0,7 км от устья Нерской. Длина реки составляет 22 км, площадь водосборного бассейна — 175 км².
По данным Государственного водного реестра России, относится к Окскому бассейновому округу. Речной бассейн — Ока, речной подбассейн — бассейны притоков Оки до впадения Мокши, водохозяйственный участок — Москва от водомерного поста в деревне Заозерье до города Коломны.